# 2006 في الصين
فيما يلي قوائم الأحداث التي وقعت خلال عام 2006 في الصين.

## سياسة

### تعيين في المنصب
- 1 يناير – جيانغ يو Spokesperson of the Ministry of Foreign Affairs of China [الإنجليزية]‏.

## رياضة
- 1 يناير – جائزة الصين الكبرى للدراجات النارية 2006

## أفلام
من الأفلام التي صدرت هذه السنة في الصين:
- 1 يناير – الستار المطلي من إخراج جون كوران (مخرج أفلام).
- 1 يناير – لعنة الوردة الذهبية من إخراج زانج ييمو.
- 24 أبريل – مهمة مستحيلة 3 من إخراج جاي جاي أبرامز.

## وفيات

### مارس
- 16 مارس – تام هونغ باك (مواليد 1911) لاعب كرة قدم صيني.